# 李月辉
李月辉（1936年4月—），男，河北丰宁人，中华人民共和国政治人物，曾任中共承德市委书记，承德市人大常委会主任，河北省政协副主席。